# 最'狂'絶叫計画
『最‘狂’絶叫計画』（さいきょうぜっきょうけいかく、Scary Movie 3）は、2003年のアメリカのサイエンス・ファンタジー・コメディ・ホラー映画。『最終絶叫計画』から始まる「絶叫計画」シリーズ第3作目で、2006年には続編の『最終絶叫計画4』が公開された。

## ストーリー
ある夜、家で“見た者は7日後に死ぬ”という“呪いのテープ”を見ていた女子高生たちが死ぬ。
ところ変わって、ワシントンから20マイルのトムと娘のスー、弟のジョージが暮らす農場に、ヘンテコなミステリーサークルが出現。普段は大人しい犬たちの様子までもおかしくなる。
ニュース番組のレポーターとなったシンディ・キャンベルは、彼女が引き取って暮らしている甥のコーディを迎えに行った学校で、スーをむかえに来ていたジョージに一目惚れし、彼が出場するというラップ・バトルにコーディの担任教師であるブレンダと共に応援に出かける。ラップ・バトルに勝ち、黒人たちの歓声に応えたジョージだったが先の長いフードをかぶったためにKKKに間違われ、袋叩きにされる。
ラップ・バトルから帰りブレンダの家に居るシンディとブレンダだったが、ブレンダはシンディに「見たら7日後に死ぬ」という呪いのビデオテープを7日前に見たことをシンディに告げる。その直後、TVから髪が垂れ下がる女性が出てきてブレンダを襲う。

## キャスト
- シンディ・キャンベル（英語版） - アンナ・ファリス（山田里奈）
- ブレンダ - レジーナ・ホール（喜田あゆ美）
- ジョージ - サイモン・レックス（井上智之）
- ハリス大統領 - レスリー・ニールセン（青野武）
- トム - チャーリー・シーン（堀内賢雄）
- タビサ - マーニー・イング（タビサの声 - フィル・ドーンフェルド）（後藤哲夫）
- かわいいタビサ - ナオミ・ローソン・ベアード（寺田はるひ）
- タビサの母  - ロリ・スチュアート
- コーディ - ドリュー・ミクスカ （亀井芳子）
- マハリク - アンソニー・アンダーソン（斎藤志郎）
- CJ. - ケヴィン・ハート（落合弘治）
- スー - ジアナ・バラード（寺田はるひ）
- シャニーカ（オラクル） - クイーン・ラティファ（京井幸）
- オーフィアス - エディ・グリフィン（柳沢栄治）
- ジョン・ウィルソン - D・L・ヒューリー（志村知幸）
- エージェント・トンプソン - ジャ・ルール（吉田孝）
- サイヤマン - アジェイ・ナイデュ（志村知幸）
- ラップ・バトルの審査員 - サイモン・コーウェル（岩崎ひろし）
- MJ - エドワード・モス（岩崎ひろし）
- アニー - デニス・リチャーズ（甲斐田裕子）
- カーソン・ワード - ティモシー・スタック（福田信昭）
- ロス・ギギンズ - ジェレミー・ピヴェン（土田大）
- マルドゥーン神父 - ダレル・ハモンド（後藤哲夫）
- ベッカー - パメラ・アンダーソン（甲斐田裕子）
- ケイト - ジェニー・マッカーシー
- ファット・ジョー - ファット・ジョー（天田益男）
- ラッパー - マスターP
- ラッパー - メイシー・グレイ（岩崎ひろし）

## パロディネタ
今回は『ザ・リング』『サイン』『8 Mile』のパロディがベースとなり、そこに『マトリックス・リローデッド』『ロード・オブ・ザ・リング/二つの塔』『エアフォース・ワン』『アザーズ』といったパロディが挟まれる。

## 過去2作との比較
本作から前2作を手がけたウェイアンズ兄弟の手から離れ、『フライングハイ』や『裸の銃を持つ男』シリーズを手がけたデヴィッド・ザッカーにバトンタッチ。脚本にもザッカーと共に『裸の銃を持つ男』シリーズや『ホット・ショット』シリーズを手がけたパット・プロフトが関わったことで、下ネタギャグが目立った2作目までとは違い、全体的に手堅い作りになっており、パロディ部分以外のオリジナルのコメディシーンでもギャグに安定感がある。またレギュラーキャラはアンナ・ファリスとレジーナ・ホールが続けて出演しているが、明らかに今までのキャラとは違ったキャラを構築している。
このシリーズは毎回、有名俳優陣が数人出演しているわけだが、今回はザッカーとプロフトの人脈からかレスリー・ニールセンやチャーリー・シーンといったパロディ映画に手馴れた俳優陣の出演や、『8 Mile』のパロディ部分のキャスティングのためかファット・ジョーやマスターP、メイシー・グレイ、レッドマンといったヒップホップ系のスターが多数出演するなど、今までと比べるとかなり異色なキャスティングとなっている。また、「アメリカン・アイドル」のサイモン・コーウェルがラップ・バトルの審査員として出演している。
また、ホラーやサスペンス映画のパロディをメインに持ってくるのが特徴だったこのシリーズにおいて、今回初めてホラーでもサスペンスでもない『8 Mile』がメインのパロディとして使われた。

## その他の情報
1作目である『最終絶叫計画』のオープニング3日間の興行成績が4235万ドル、2作目の『最'新'絶叫計画』は2050万ドルという成績だったが、3作目の本作のオープニング3日間の興行成績はシリーズ中一番となる4970万ドルとなった。
第4弾である『最終絶叫計画4』でも監督のデヴィッド・ザッカー、脚本のパット・プロフトとグレッグ・メイジンだけでなくシンディ役のアンナ・ファリス、ブレンダ役のレジーナ・ホール、大統領役のレスリー・ニールセンといったメインキャストのほとんどが続投している。また1作目でドリューを演じたカルメン・エレクトラと、2作目に出演していたものの日本版では出演シーンを全てカットされたクリス・エリオットも出演している。

## シリーズ
- 最終絶叫計画（Scary Movie）
- 最'新'絶叫計画（Scary Movie 2）
- 最'狂'絶叫計画（Scary Movie 3）
- 最終絶叫計画4（Scary Movie 4）